# Anita Diminuta
Anita Diminuta é uma personagem criada em 1941 por Jesús Blanco para a revista feminina espanhola Mis Chicas. Anita Diminuta era uma loira e órfã, enfrentava inúmeros perigos de inimigos terríveis como bruxas, feiticeiros, polvos e animais selvagens. Seus únicos parceiros foram o soldadinho de chumbo, um ursinho de pelúcia e um anão.